# 勐海山胡椒
勐海山胡椒（学名：Lindera menghaiensis）为樟科山胡椒属下的一个种。